# 新米爾福德 (新澤西州)
新米爾福德（英語：New Milford）是位於美國新澤西州伯根縣的自治市鎮。

## 人口
根據2020年美國人口普查的數據，新米爾福德的面積為6.02平方千米，當中陸地面積為5.91平方千米，而水域面積為0.11平方千米。當地共有人口16923人，而人口密度為每平方千米2,811人。